# St. Johannes der Täufer (Stadl)

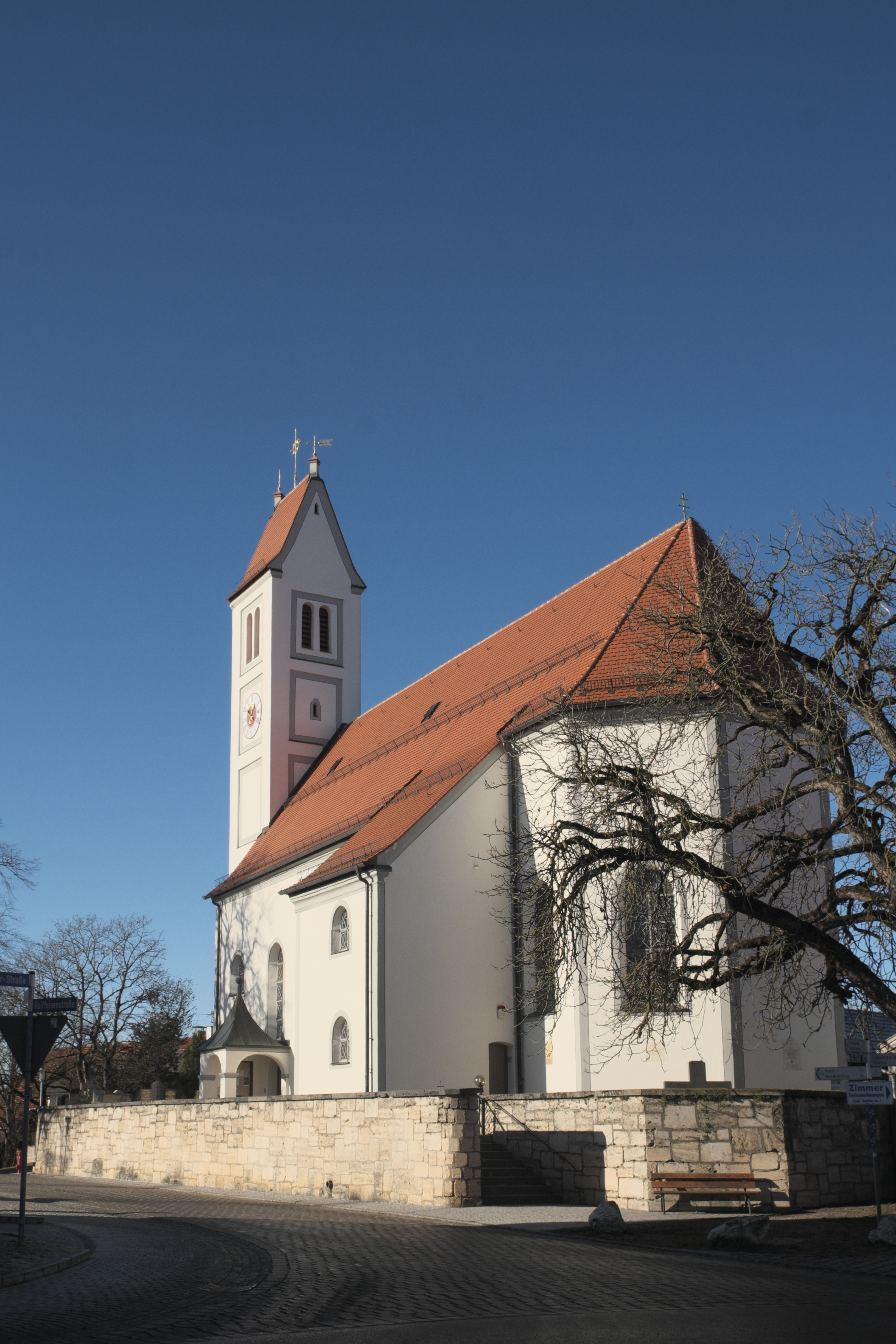
Pfarrkirche St. Johannes der Täufer

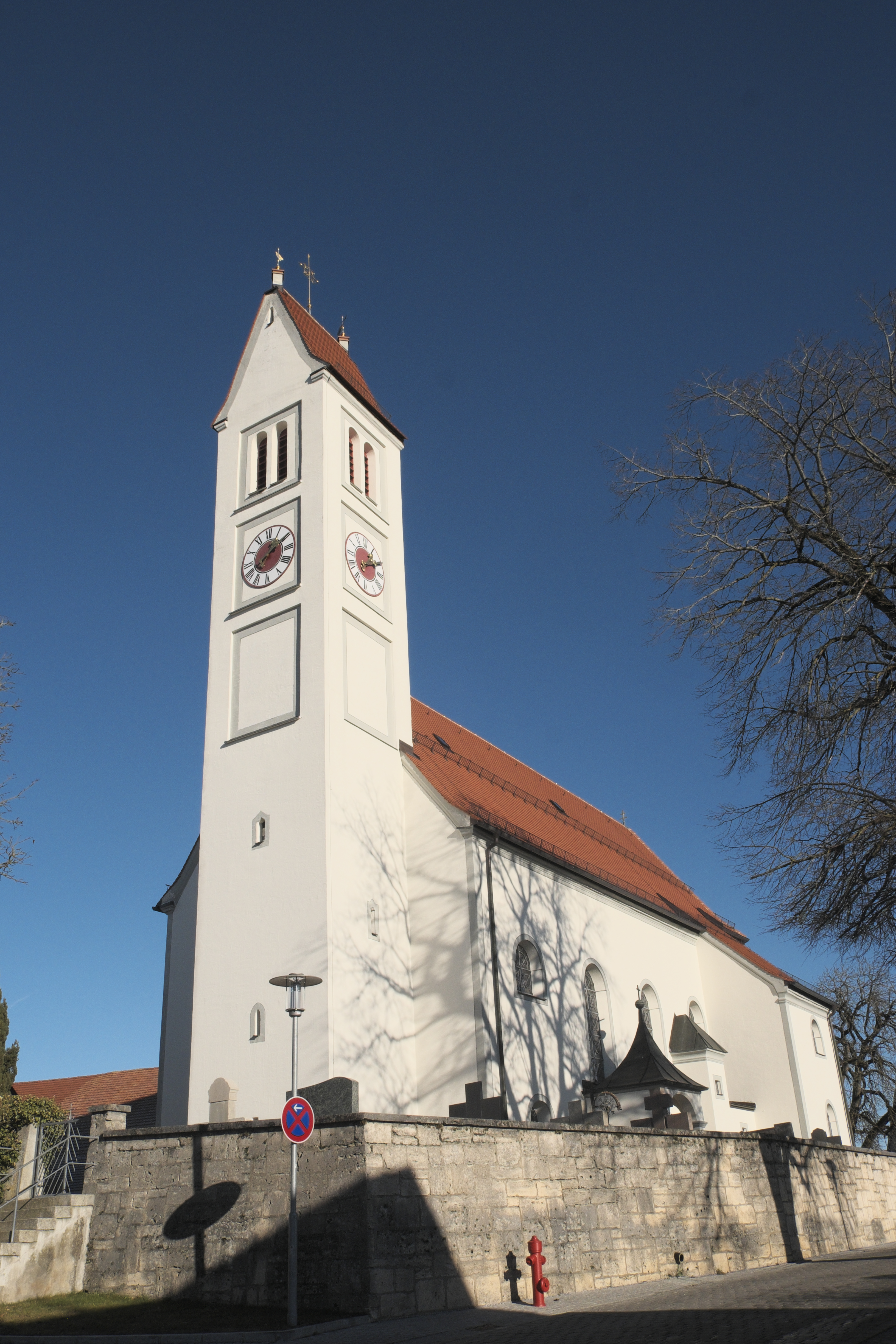
Ansicht von Westen

Die katholische Pfarrkirche St. Johannes der Täufer in Stadl, einem Ortsteil der Gemeinde Vilgertshofen im oberbayerischen Landkreis Landsberg am Lech, ist im Kern ein spätgotischer Bau, der in der Mitte des 18. Jahrhunderts im Stil des Rokoko umgestaltet wurde. Die Kirche, deren Rokokoausstattung fast vollständig erhalten ist, gehört zu den geschützten Baudenkmälern in Bayern. St. Johannes der Täufer ist die Pfarrkirche der Mutterpfarrei Stadl im Bistum Augsburg.

## Geschichte
Die von einem Friedhof mit Tuffsteinmauer umgebene Kirche entstand vermutlich um 1500. Archäologische Funde lassen auf einen spätromanischen Vorgängerbau schließen. Im Jahr 1472 wird Andreas Fritz als erster Pfarrer in Stadl erwähnt. 1520 ging das Kirchenpatronat auf die Münchner Patrizierfamilie Pütrich über. Im Jahr 1605 kam die Pfarrei an das Benediktinerkloster Andechs. Um 1740/50 wurde die Kirche im Stil des Rokoko überformt und erhielt eine neue Ausstattung. In den Jahren 2011/12 fand eine umfassende Renovierung statt.

## Architektur

### Außenbau
Vor der Westfassade steht der mit einem Satteldach gedeckte Glockenturm, der im unteren Teil von schmalen, schießschartenartigen Öffnungen durchbrochen ist und im oberen Teil durch Blendfelder gegliedert wird. In das Glockengeschoss sind auf allen vier Seiten rundbogige, gekuppelte Klangarkaden eingeschnitten. An der Südseite des Langhauses sind im Osten die zweigeschossige, von einem Pultdach gedeckte Sakristei, der mit einem Zeltdach gedeckte Kanzelaufgang und das offene Vorzeichen mit Pyramidendach angebaut. 

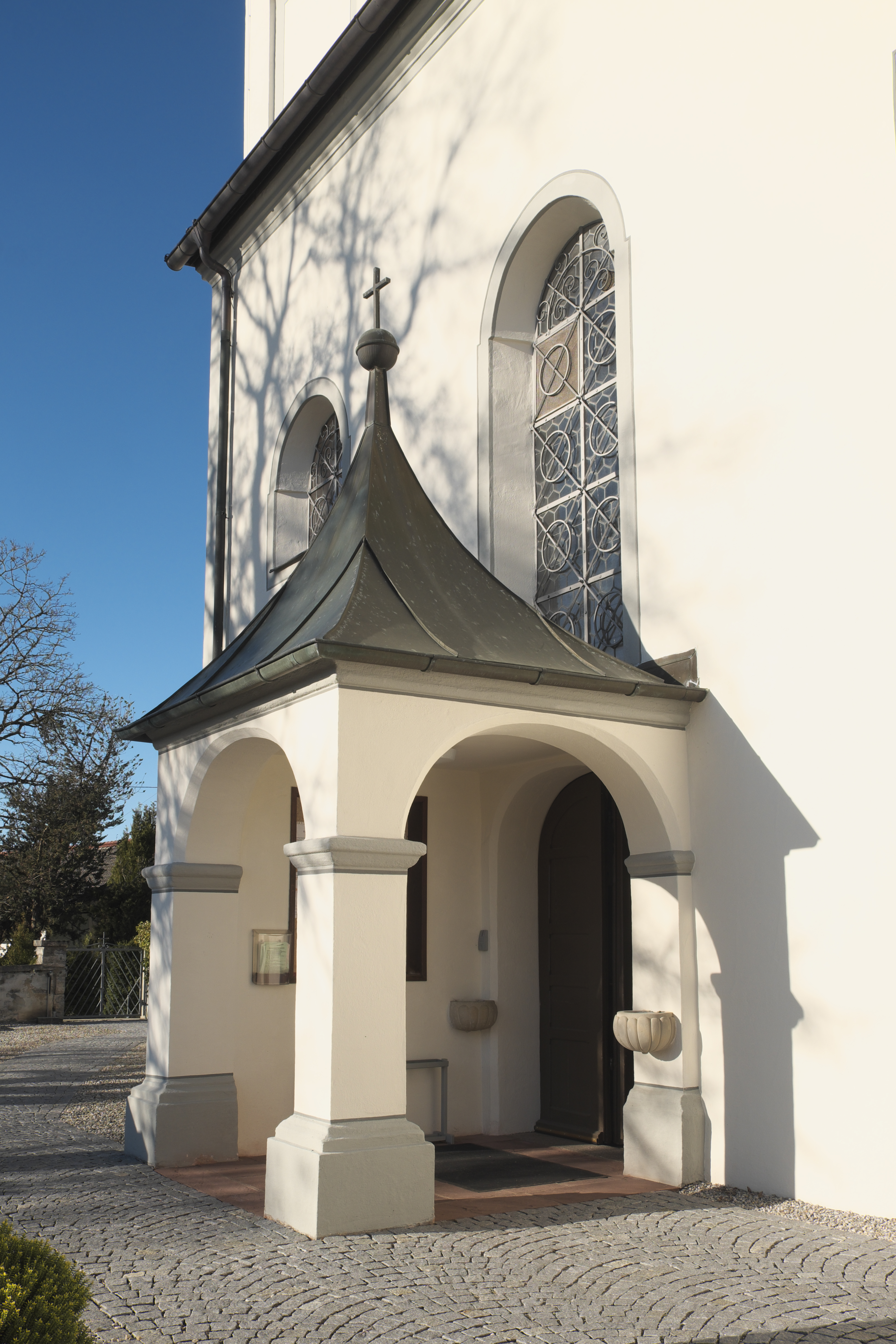
Vorzeichen
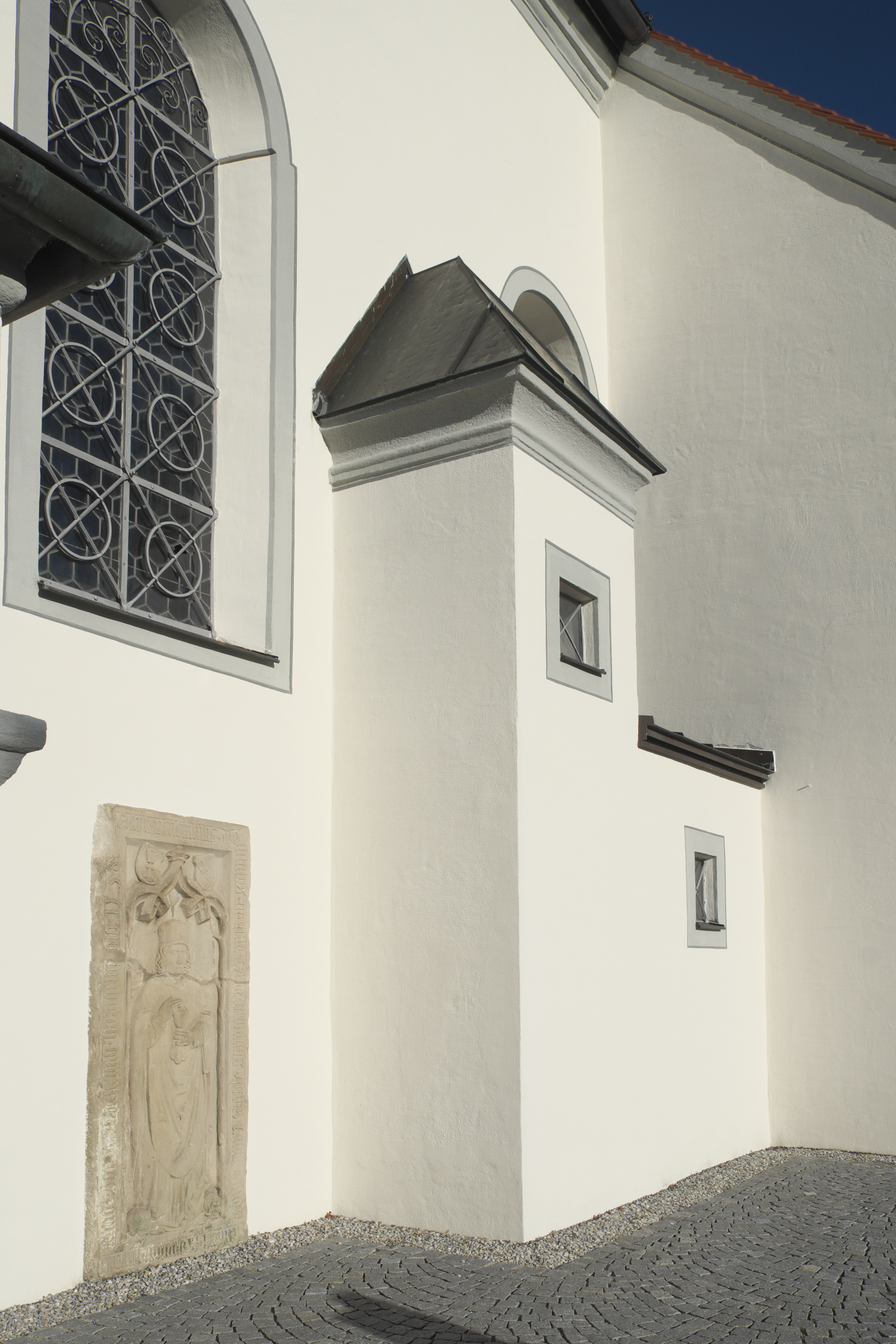
Kanzelaufgang
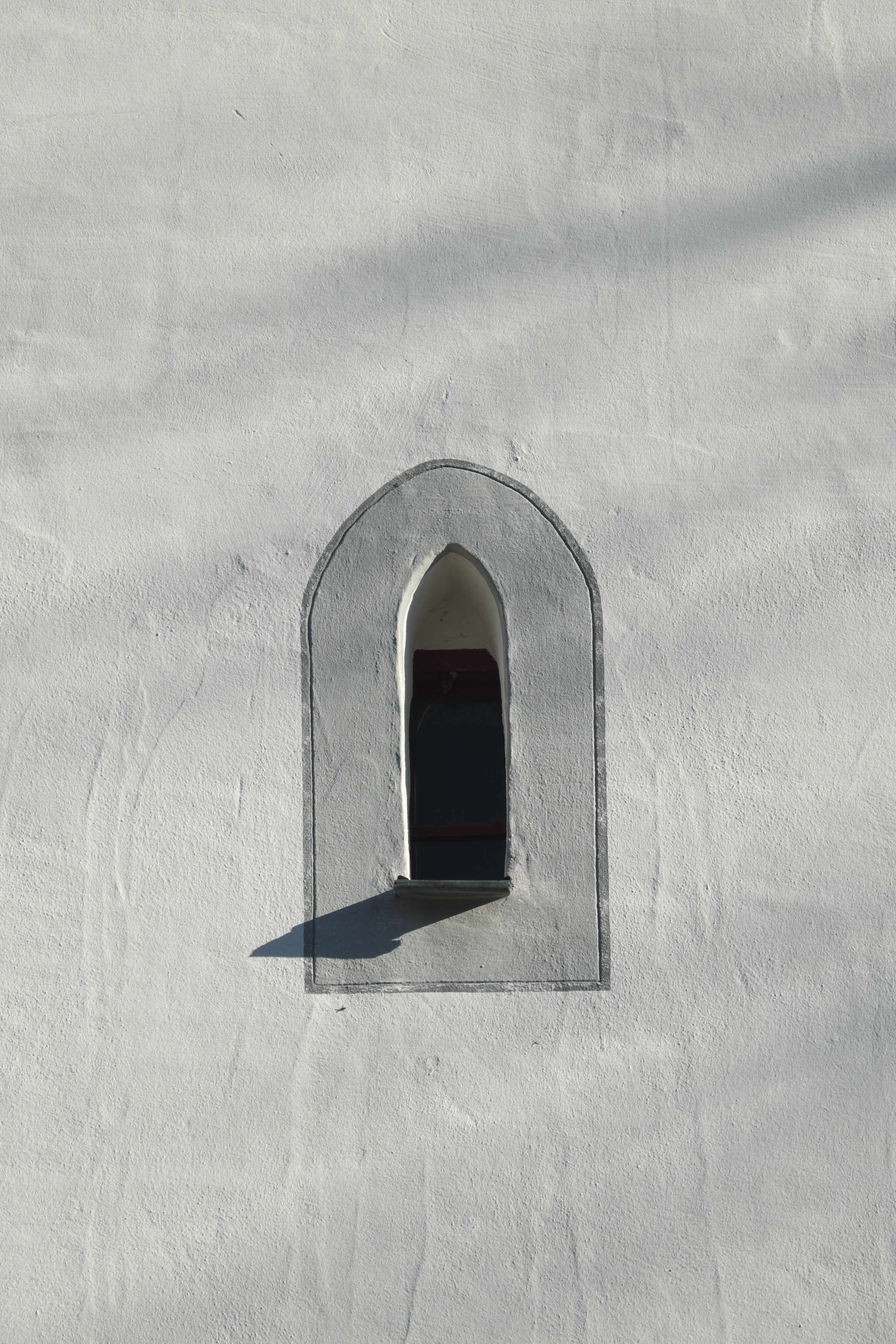
Spitzbogenfenster im Turmunterbau

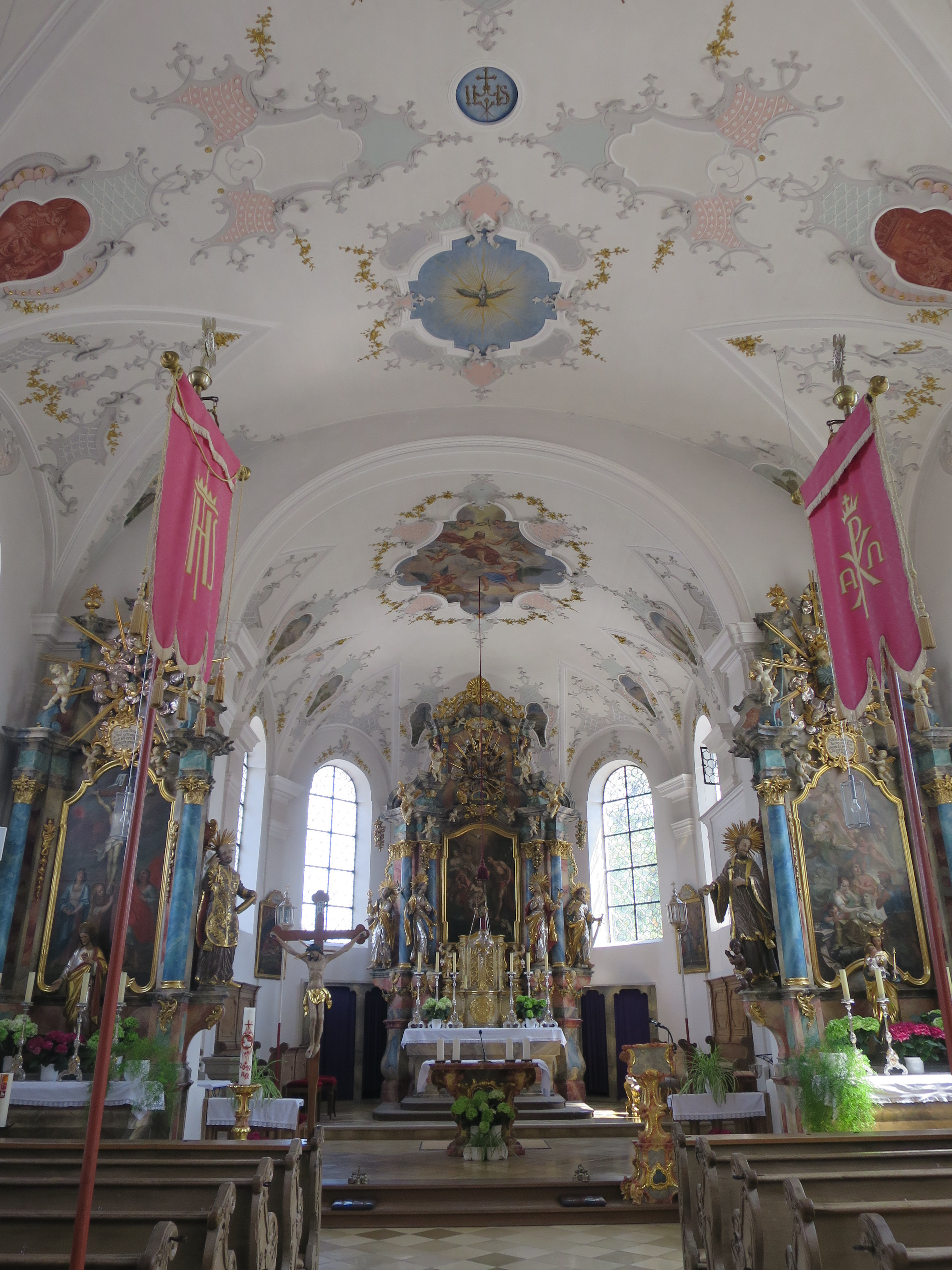
Innenraum

### Innenraum
Der Innenraum besteht aus einem in vier Achsen gegliederten Langhaus und einem eingezogenen, dreiseitig geschlossenen Chor mit zwei Achsen. Chor und Langhaus werden von Stichkappentonnen gedeckt. Den westlichen Abschluss des Langhauses bildet eine Doppelempore, die auf marmorierten Säulen aufliegt. Die geschwungenen Brüstungen sind mit Malereien verziert, auf denen musizierende Engel und Szenen aus dem Leben des Kirchenpatrons dargestellt sind.

## Stuck und Deckenfresken
Der Stuckdekor im Stil des Rokoko wird der Wessobrunner Künstlerwerkstatt der Familie Schmuzer zugeschrieben. 

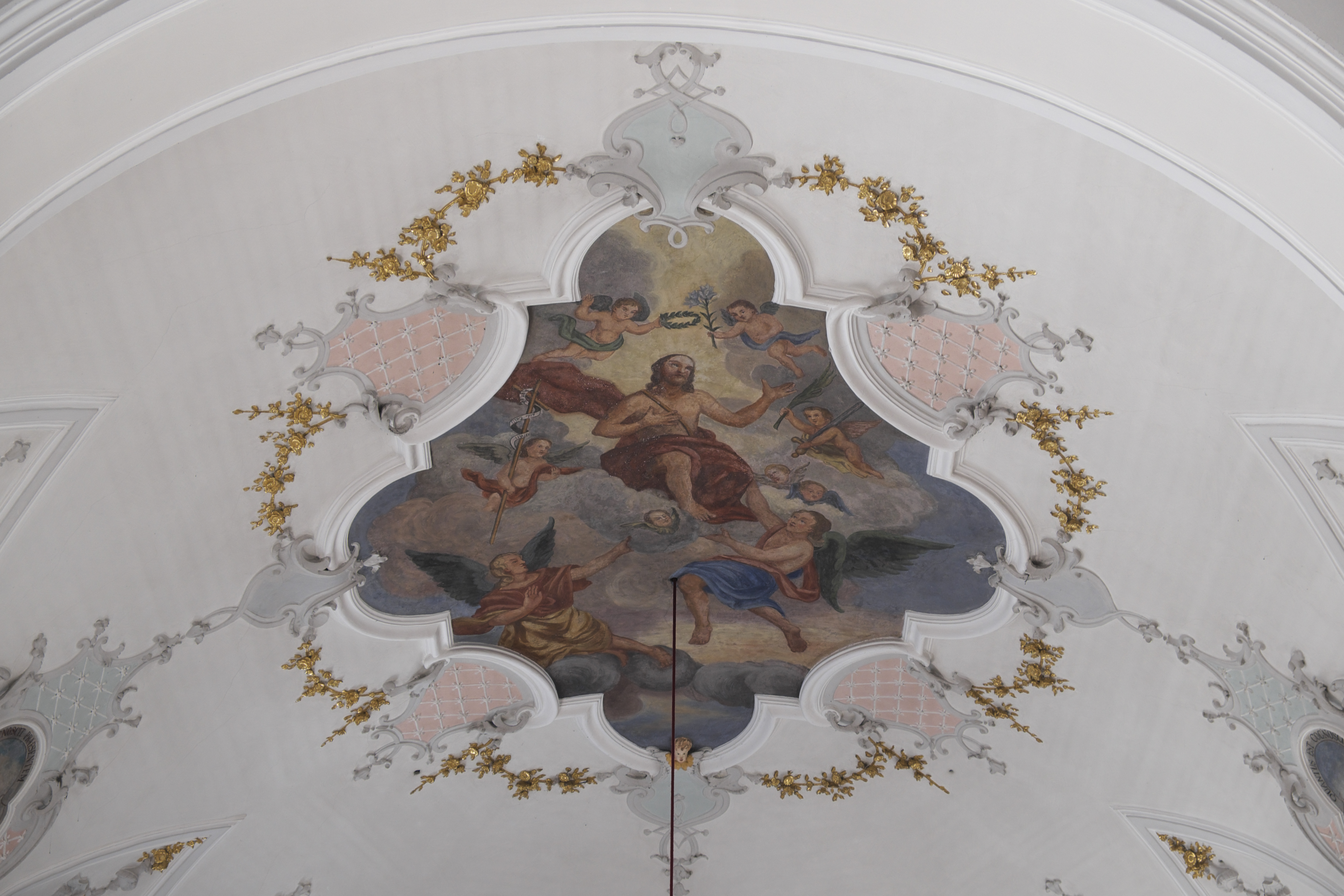
Glorie des Johannes des Täufers

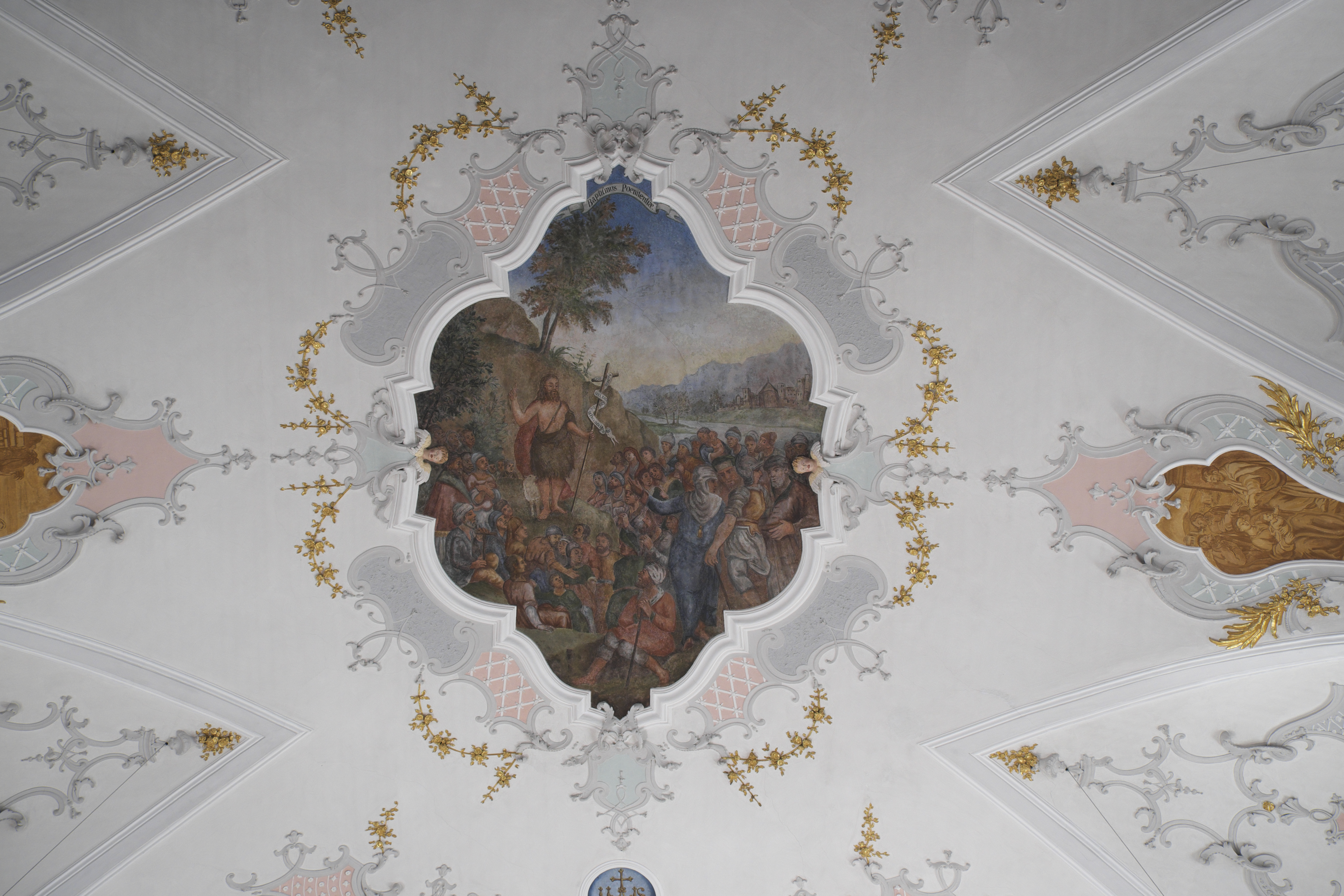
Predigt des Johannes des Täufers

Als Urheber der Deckenfresken nimmt man Johann Baptist Baader (um 1717–1780) an, der auch als Lechmaler oder Lechhansl bekannt ist. Die Zuweisung ist allerdings umstritten, da sie durch die mehrfache Übermalung, im 19. Jahrhundert und im Jahr 1937, nicht mehr nachgewiesen werden kann. Das Langhausfresko stellt den mit einem Fell bekleideten Kirchenpatron mit einem Lamm zu seinen Füßen dar, der zu einer größeren Menge predigt. Die kleineren Medaillons mit weiteren Szenen aus seinem Leben wurden 1937 hinzugefügt. Auf dem Chorfresko ist die Glorie des Heiligen dargestellt, der von Engeln umgeben ist und der von zwei Engeln mit einem Lorbeerkranz gekrönt wird. Die sechs von Stuckkartuschen gerahmten Bilder auf den Stichkappen weisen emblematische Darstellungen auf.

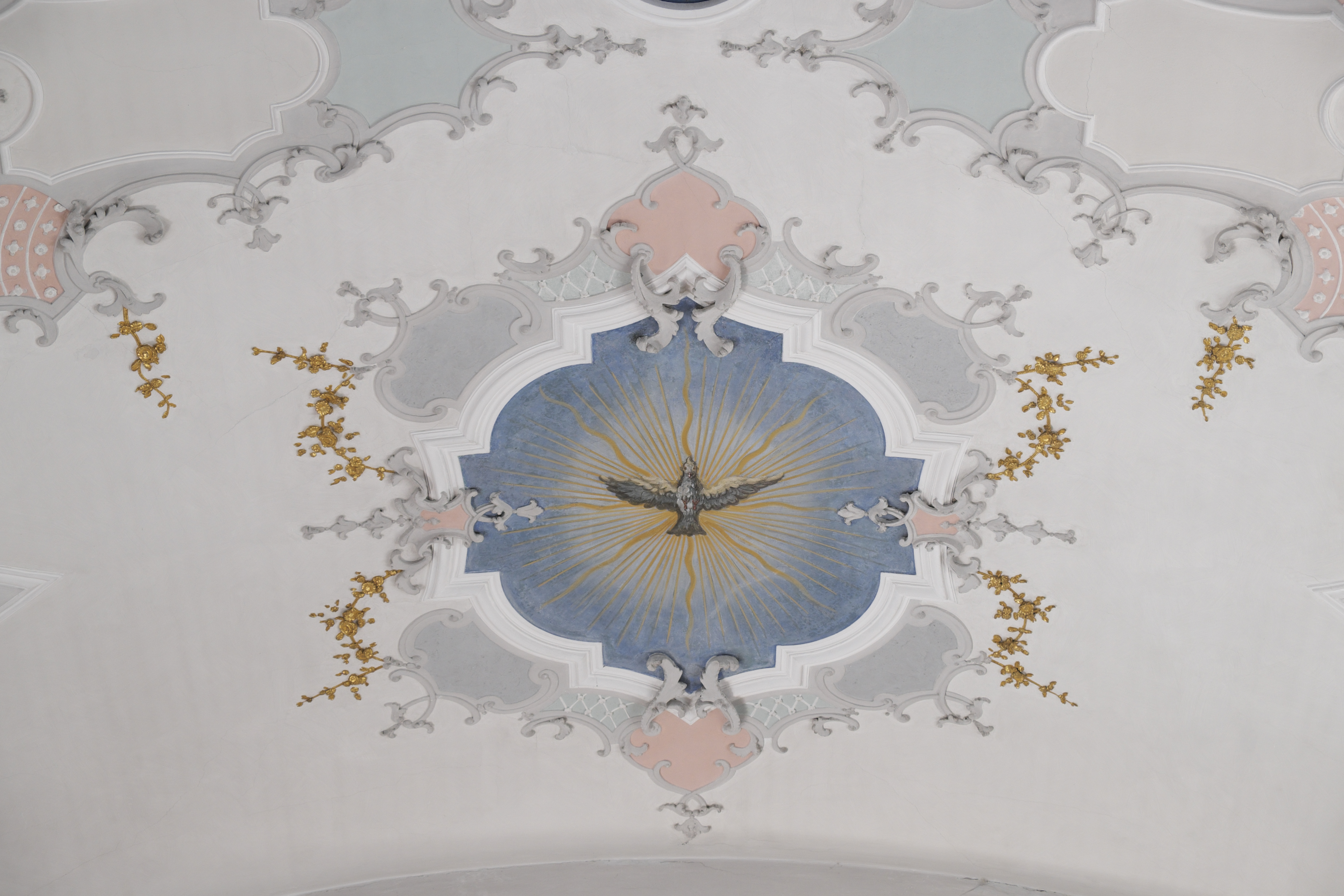
Stuckdekor und Heiliggeistloch
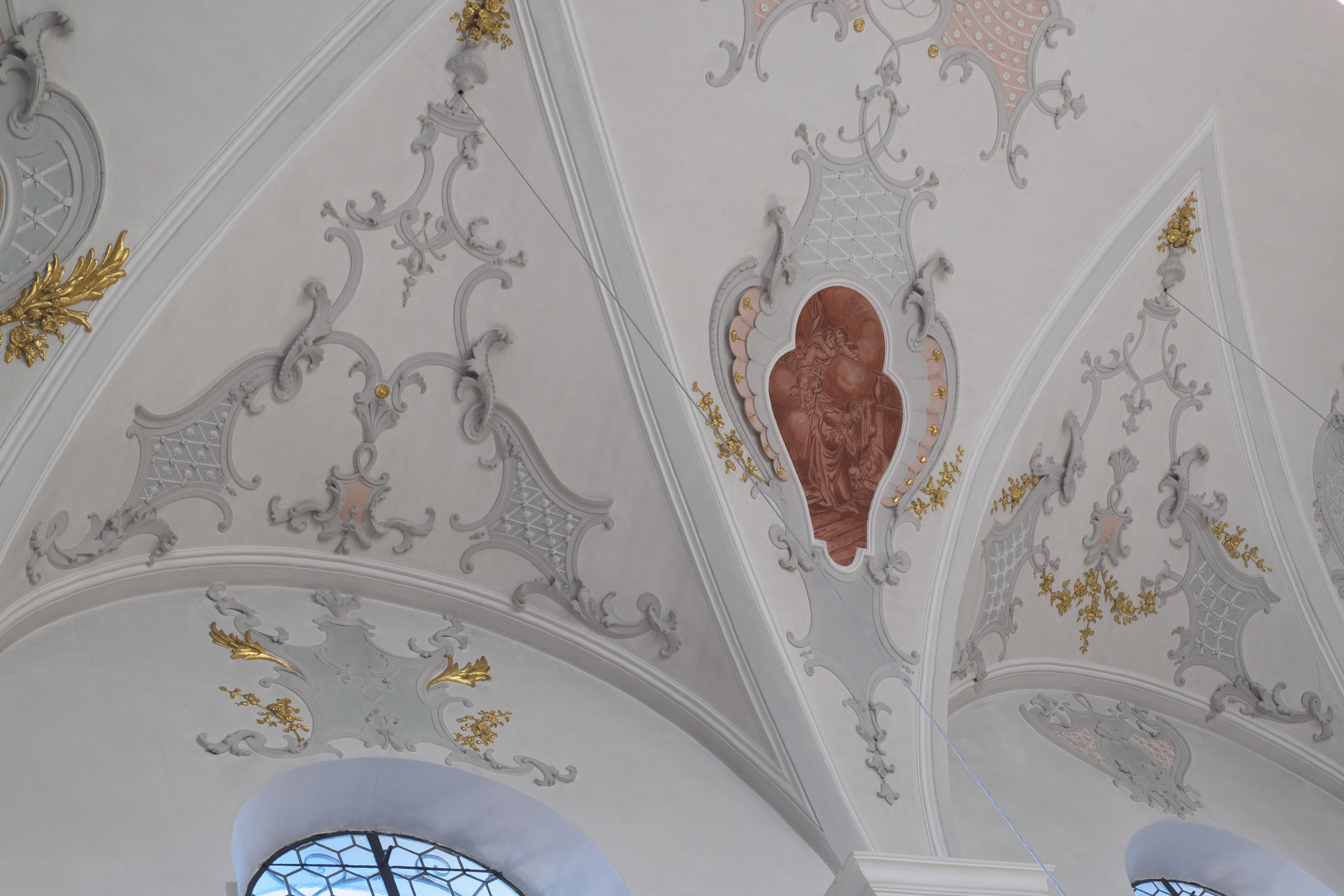
Stichkappen mit Stuckdekor
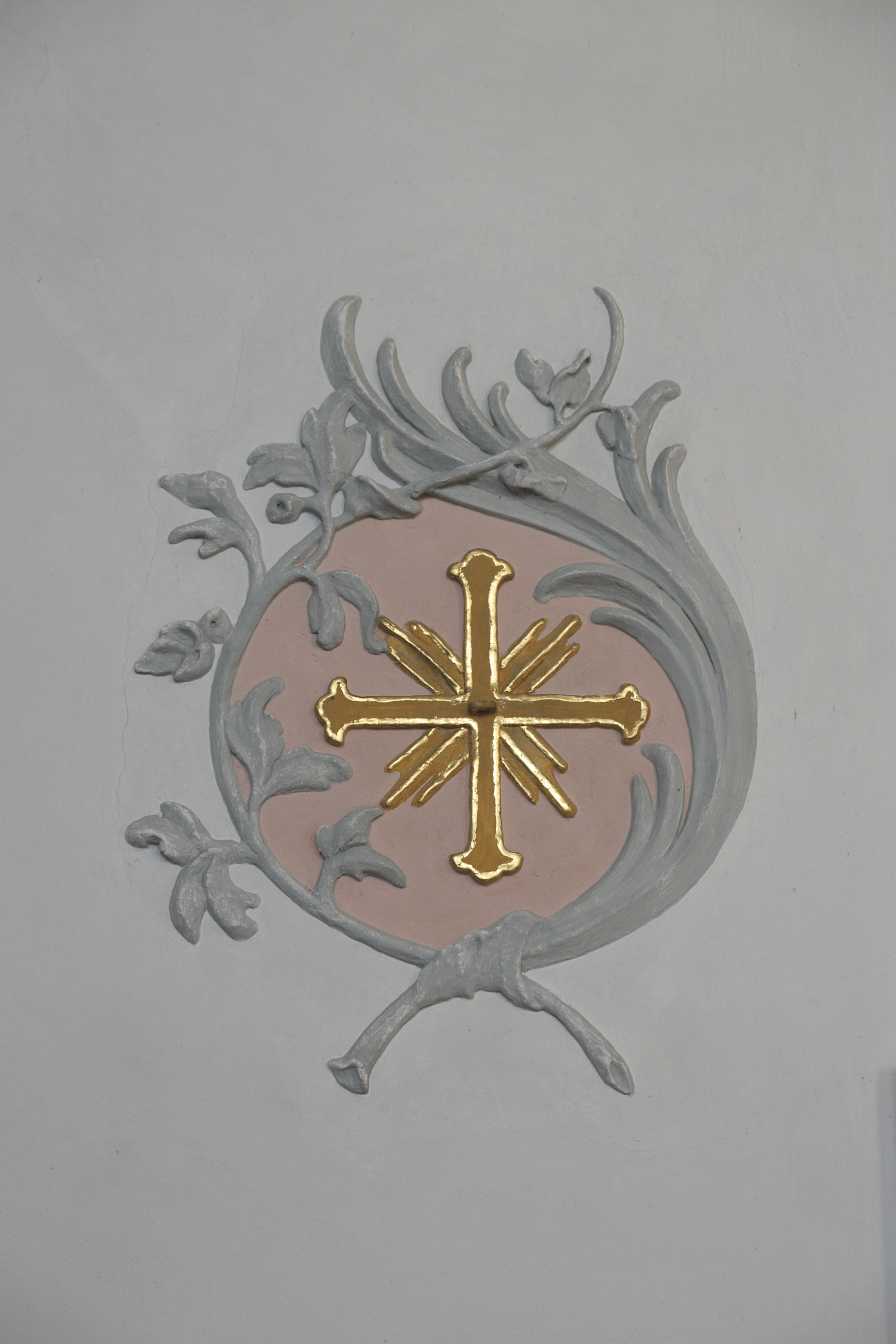
Weihekreuz

## Ausstattung

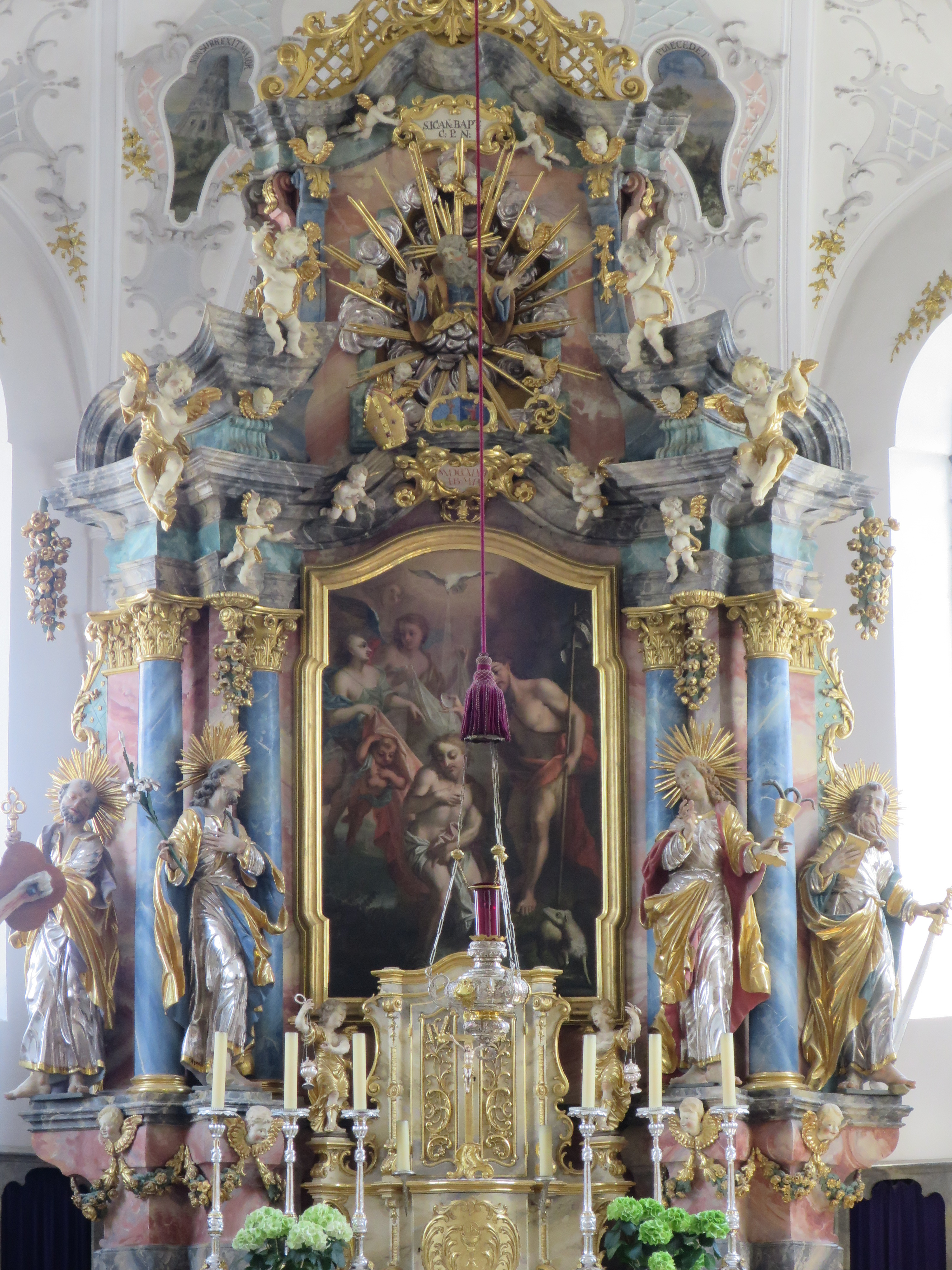
Hochaltar

- Der viersäulige Hochaltar besitzt wie die beiden Seitenaltäre Gemälde von Johann Baptist Baader und Schnitzfiguren von Johann Luidl (1686–1765). Auf dem Altarblatt des Hochaltars ist die Taufe Jesu dargestellt, am linken Seitenaltar die Kreuzigung Christi und am rechten Altar der Pestheilige Rochus von Montpellier. Dieses Bild trägt die Signatur: „I. Bader pinxit tutti tre 1751“ (Johann Baptist Baader malte alle drei 1751). Am Hochaltar stehen als Assistenzfiguren der heilige Josef mit seinem Attribut, der Lilie, in der Hand (Mitte links), die Apostel Petrus mit Schlüssel (links außen), Johannes mit Kelch und Schlange (Mitte rechts) und Paulus mit Schwert (rechts außen). Die Figuren der Seitenaltäre, die in ihren Rocaillekartuschen mit der Jahreszahl 1751 bezeichnet sind, stellen die Jesuitenheiligen Ignatius von Loyola (links) und Franz Xaver (rechts) dar.
- Das spätgotische Wandkruzifix wird in das erste Viertel des 15. Jahrhunderts datiert. Es gehörte zur ursprünglichen Ausstattung der Leonhardskapelle zwischen Stadl und Pflugdorf.[4]
- Die unter dem Kreuz stehende Mater dolorosa ist eine Arbeit aus dem 17. Jahrhundert. Wie das Kruzifix gehörte sie ursprünglich zur Ausstattung der Leonhardskapelle in Stadl.
- Die farbig gefasste Stuckkanzel stammt aus spätbarocker Zeit. Der Schalldeckel ist mit der weiß und gold gefassten Holzfigur des Johannes Nepomuk bekrönt. Am Kanzelkorb sind auf Ölgemälden die vier Evangelisten dargestellt. Das Bild des Guten Hirten an der Kanzeltür wird Johann Baptist Baader zugeschrieben.
- Die 14 Kreuzwegbilder, die mit Rocaillekartuschen verziert sind, wurden 1758 von Sebastian Christ gemalt.

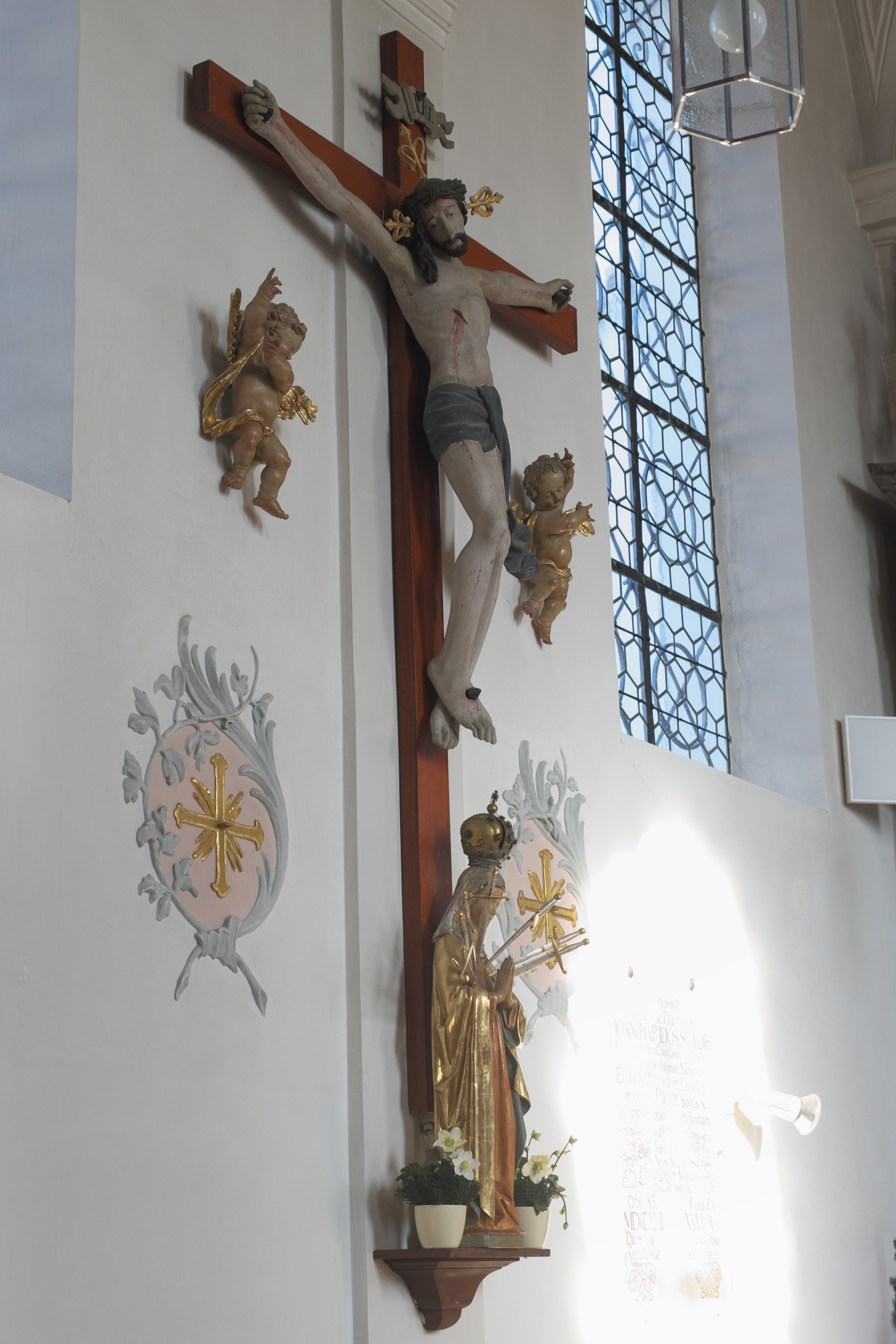
Kruzifix und Mater dolorosa
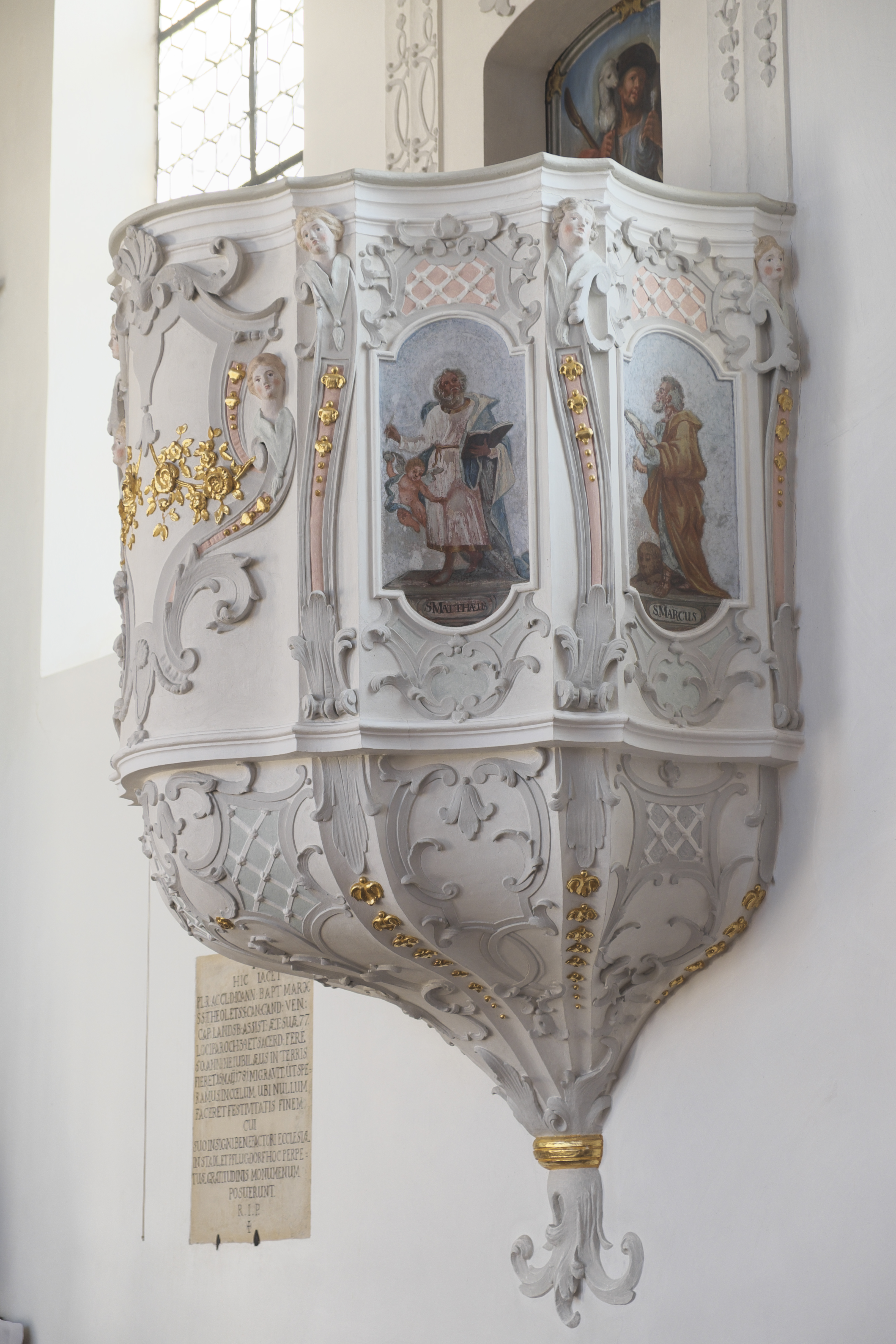
Kanzelkorb
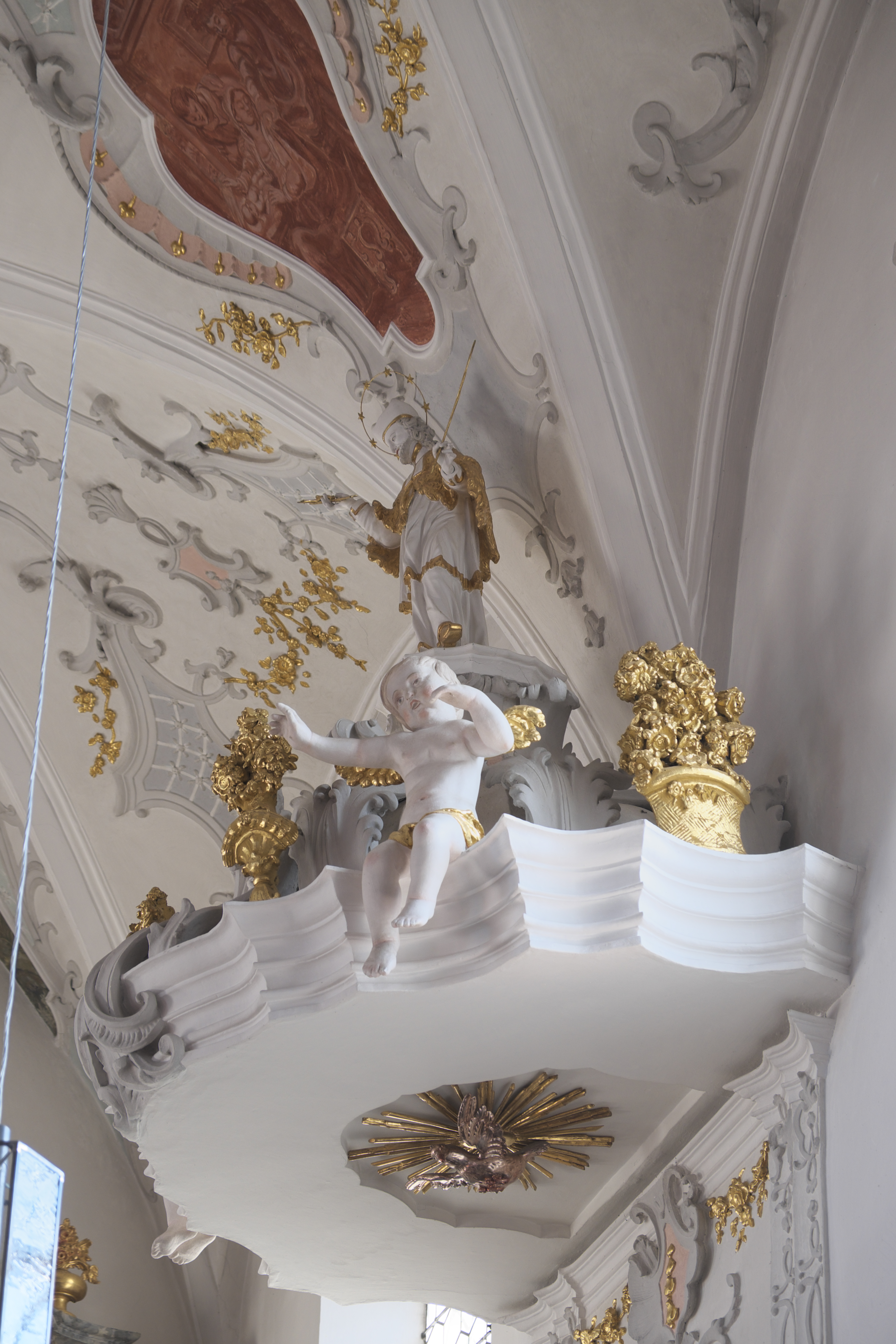
Schalldeckel
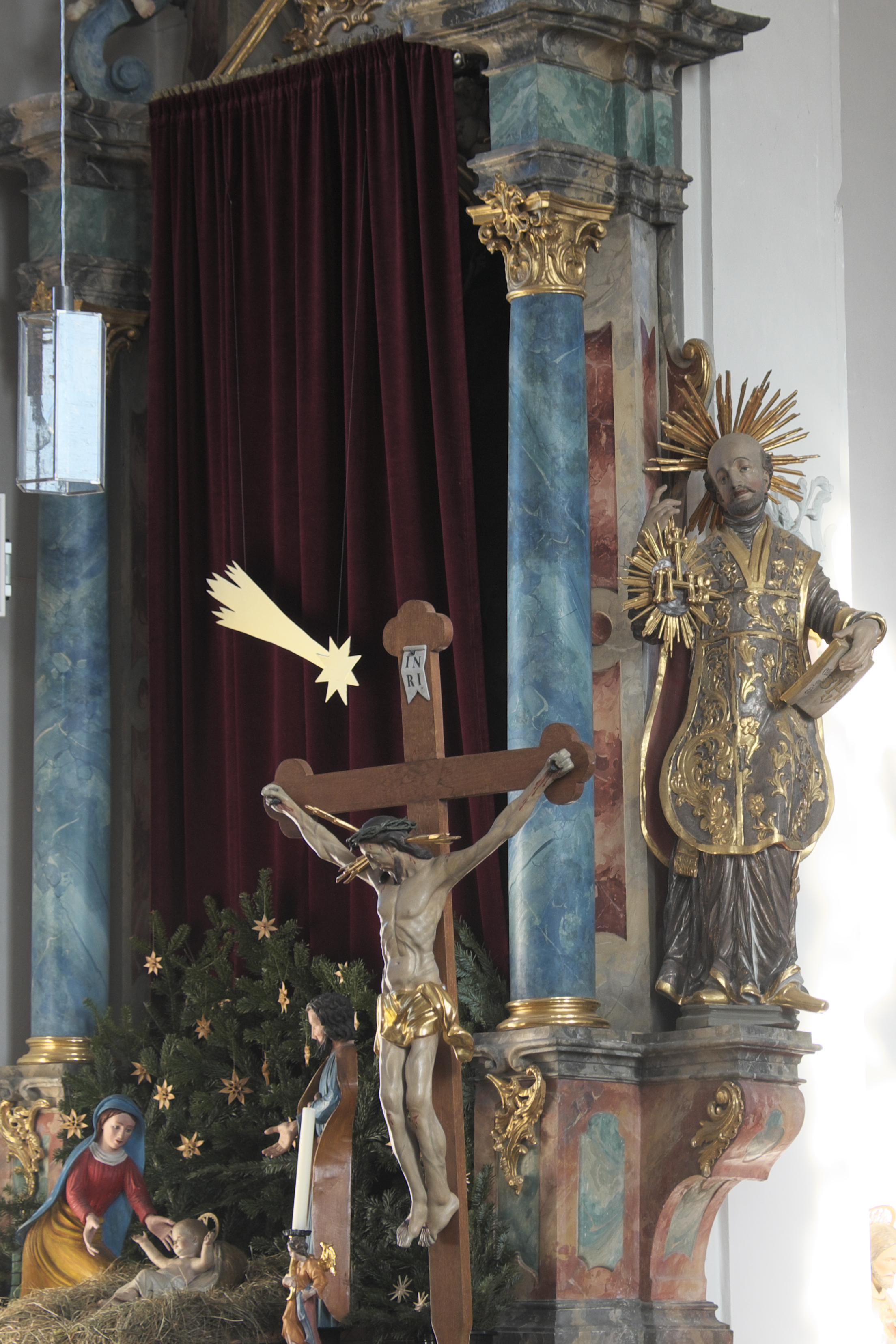
Ignatius von Loyola am linken Seitenaltar
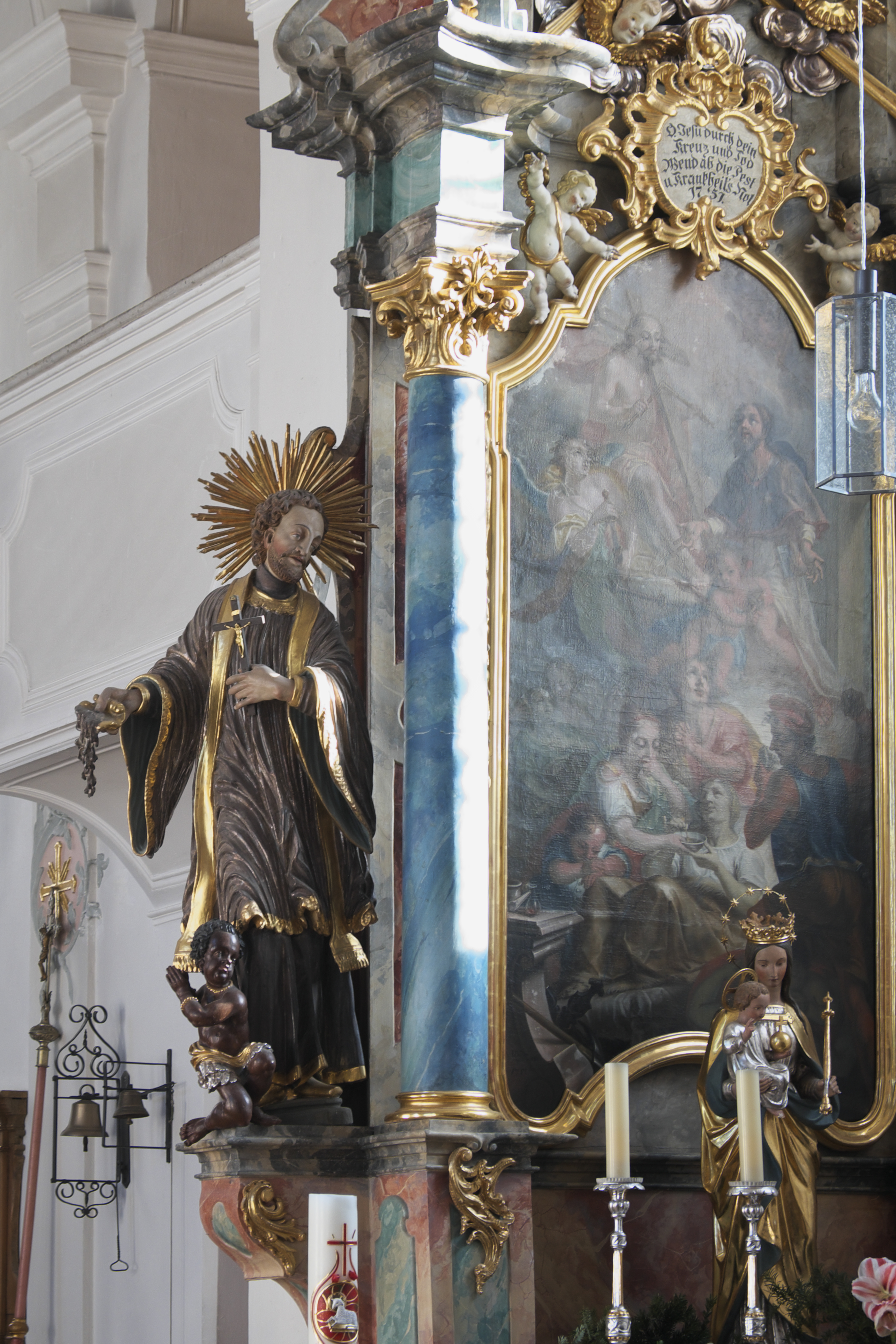
Franz Xaver am rechten Seitenaltar

## Heiliges Grab
Seit der Mitte des 18. Jahrhunderts wird im Chor vor dem Hochaltar der Pfarrkirche in Stadl das Heilige Grab aufgebaut, das fast den gesamten Raum unter dem Chorbogen einnimmt. Es wird am Gründonnerstag aufgestellt und am Karsamstag wieder abgebaut.
Der Kulissenaufbau nimmt eine Höhe von acht Metern und eine Breite von sechs Metern ein und reicht bis zu vier Meter in den Altarraum. Er besteht aus einem Holzgerüst mit Spannrahmen und daran befestigten Leinwandbildern, auf denen Szenen der Leidensgeschichte Jesu in Öl gemalt sind. Die Fläche wird durch Architekturmalerei in drei Achsen und zwei übereinander liegende Ebenen gegliedert. In der Mitte unten öffnet sich die Grabnische mit der vollplastischen Figur des Leichnams Jesu, in der darüberliegenden Nische erinnern zwei Engel an die Auferstehung Jesu und halten das Leichentuch. Das Werk aus der Mitte des 18. Jahrhunderts wird Johann Baptist Baader zugeschrieben.

## Grabsteine
An der südlichen Außenmauer des Langhauses ist ein Grabstein für den 1538 gestorbenen Pfarrer Michael Eisele angebracht. Die Figur des Verstorbenen ist als fast lebensgroßes Relief unter einem Dreipassbogen dargestellt, am Rand ist eine umlaufende Minuskelinschrift in den Stein gemeißelt. 
Im Innenraum sind drei Kalkstein-Grabsteine aus den Jahren 1627, 1742 und 1781 in die Wände eingelassen.

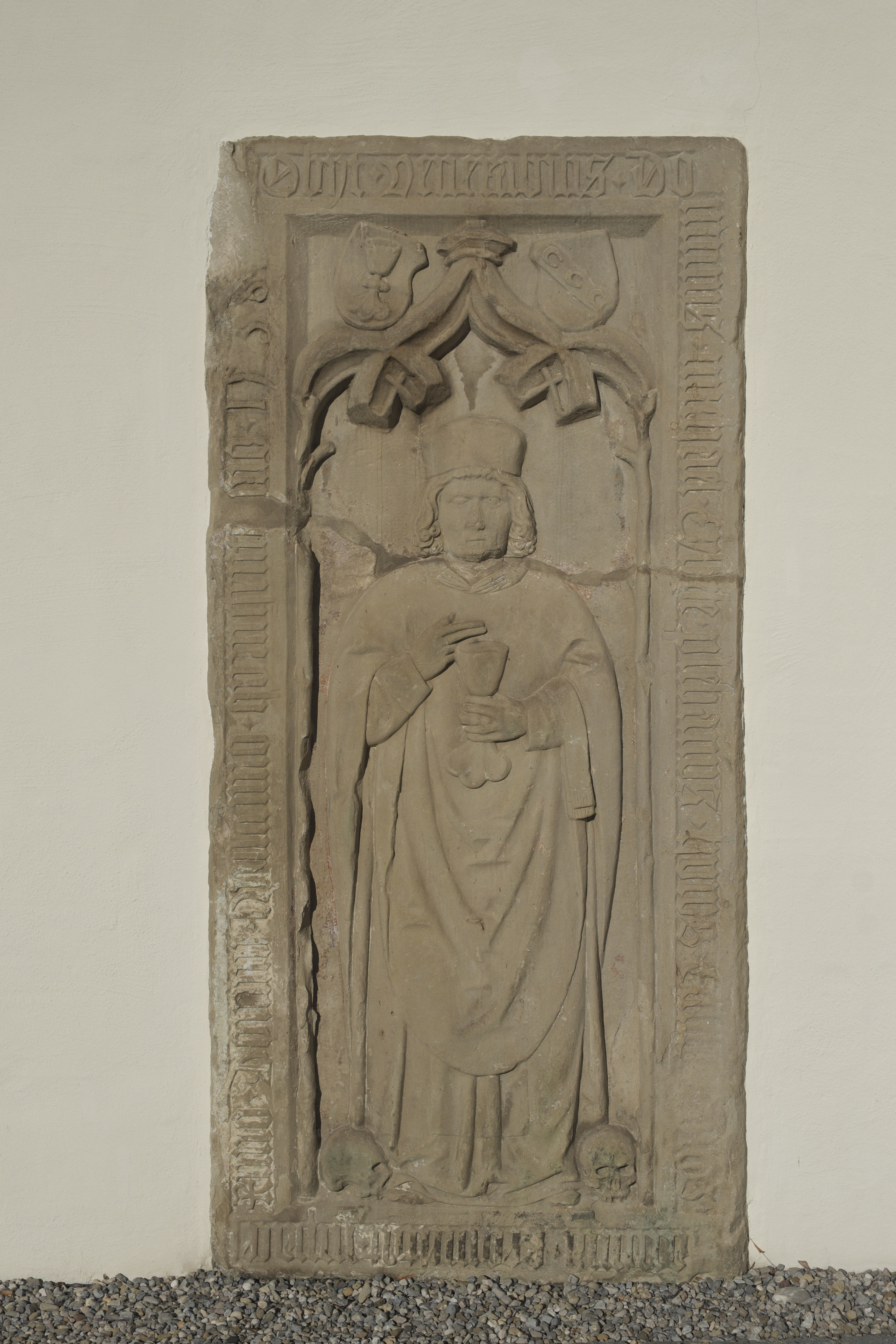
Grabstein für Pfarrer Michael Eisele († 1538)
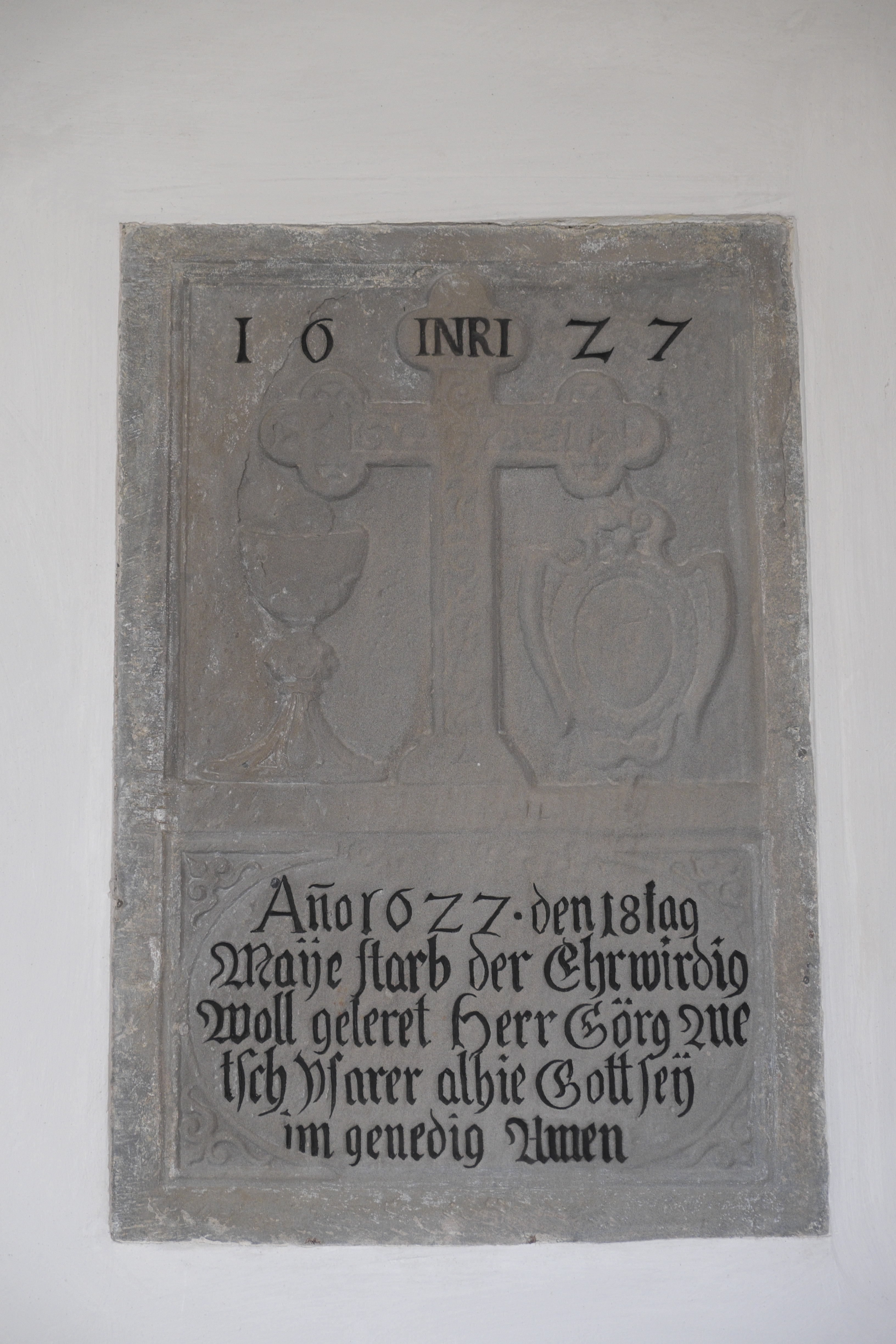
Grabstein von 1627
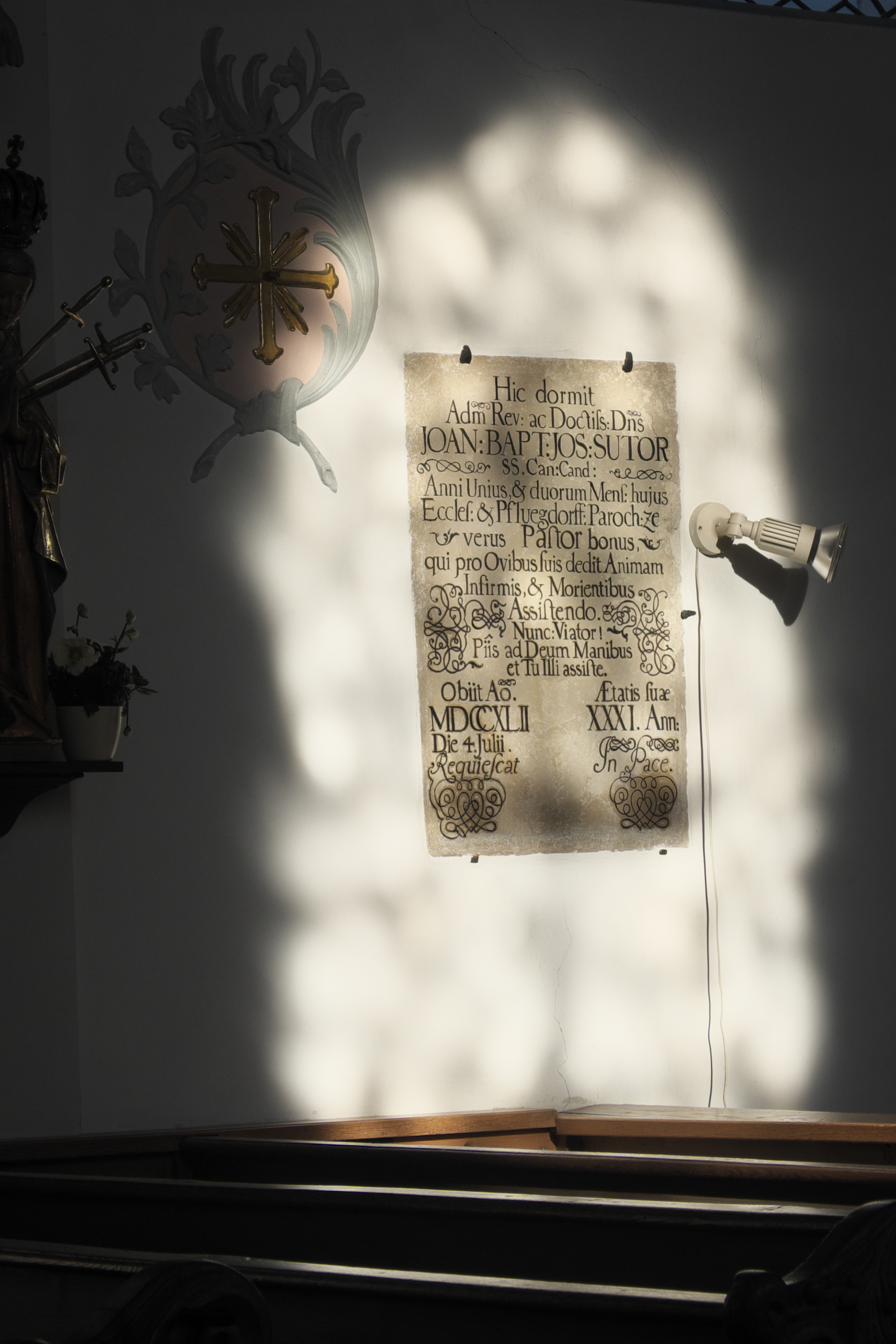
Grabstein von 1742